# Governo Schröder II
Il secondo governo Schröder è stato il ventesimo governo federale tedesco, in carica dal 22 ottobre 2002 al 18 ottobre 2005, durante la quindicesima legislatura del Bundestag.
Il governo, guidato dal cancelliere Gerhard Schröder, è stato sostenuto da una coalizione "rosso-verde" composta da SPD e Alleanza 90/I Verdi. La stessa coalizione aveva formato in precedenza il primo governo Schröder.
Il governo venne formato dopo le Elezioni del 2002, che videro un calo della coalizione rosso-verde che tuttavia riuscì a governare con pochi seggi di vantaggio.

## Situazione Parlamentare
| Camera    | Collocazione | Partiti                                | Seggi     |
| --------- | ------------ | -------------------------------------- | --------- |
| Bundestag | Maggioranza  | SPD (251), I Verdi (55)                | 306 / 603 |
| Bundestag | Opposizione  | CDU (190), CSU (58), FDP (47), PDS (2) | 297 / 603 |

## Composizione
| Funzione                                                | Nome | Nome                      | Partito             |
| ------------------------------------------------------- | ---- | ------------------------- | ------------------- |
| Cancelliere federale                                    |      | Gerhard Schröder          | SPD                 |
| Affari Esteri, Vice-cancelliere                         |      | Joschka Fischer           | Alleanza 90/I Verdi |
| Interni                                                 |      | Otto Schily               | SPD                 |
| Giustizia                                               |      | Brigitte Zypries          | SPD                 |
| Finanze                                                 |      | Hans Eichel               | SPD                 |
| Economia e Lavoro                                       |      | Wolfgang Clement          | SPD                 |
| Protezione del consumatore, alimentazione e agricoltura |      | Renate Künast 04/10/2005  | Alleanza 90/I Verdi |
| Protezione del consumatore, alimentazione e agricoltura |      | Interim di Jürgen Trittin | Alleanza 90/I Verdi |
| Difesa                                                  |      | Peter Struck              | SPD                 |
| Famiglia                                                |      | Renate Schmidt            | SPD                 |
| Sanità e sicurezza sociale                              |      | Ulla Schmidt              | SPD                 |
| Trasporti, infrastrutture, alloggi                      |      | Manfred Stolpe            | SPD                 |
| Ambiente, Protezione della natura e sicurezza nucleare  |      | Jürgen Trittin            | Alleanza 90/I Verdi |
| Formazione                                              |      | Edelgard Bulmahn          | SPD                 |
| Cooperazione economica e sviluppo                       |      | Heidemarie Wieczorek-Zeul | SPD                 |

## Cronologia

### 2002
- 22 Ottobre: Il Bundestag, a scrutinio segreto, accorda la fiducia al governo Schröder II con 305 voti favorevoli, 292 contrari e 2 astenuti.

### 2005
- 22 maggio: Si svolgono le elezioni statali nella Renania Settentrionale-Vestfalia. CDU vince a sorpresa la maggioranza relativa dei seggi, mentre SPD e Alleanza 90/I Verdi ne escono sconfitti. Come risultato di queste elezioni il governo perde inoltre la maggioranza nel Bundesrat.
- 1º luglio: Viene messa ai voti dal Bundestag una mozione di fiducia presentata da Schröder. Il cancelliere chiede ai membri del suo partito di astenersi, in modo da far sì che il governo non ottenga la fiducia e possano dunque essere indette le elezioni anticipate. La Legge fondamentale della Repubblica Federale di Germania consente infatti lo scioglimento del Bundestag nel caso una mozione di fiducia presentata dal Cancelliere non venga approvata.[1]. La mozione viene dunque respinta con 151 voti favorevoli alla fiducia, 296 contrari e 145 astenuti.
- 21 luglio: Il presidente federale Horst Kohler scioglie il Bundestag e indice elezioni anticipate.[2]
- 18 settembre: Si svolgono le elezioni federali anticipate.
- 22 novembre: Con il giuramento del nuovo cancelliere Angela Merkel e del suo governo, termina ufficialmente il governo Schröder II.